# 1984年の出版
1984年の出版（1984ねんのしゅつぱん)では、1984年出版関する出来事についてまとめる。
出版社の設立・倒産、文庫・新書の創刊。雑誌の創刊・休刊・ミリオンセラーの出版などの記載。特記した場合を除き、創刊・休刊・廃刊・復刊の日付はそれぞれの創刊号・最終号・復刊号の発売日である。

## 出版の出来事

### 1月
- 学習研究社のアイドル雑誌『POTATO』を創刊。[1]

### 2月
- 15日 - 学習研究社などの中高生向けの雑誌『キッス』と平和出版の『キャロットギャルズ』を休刊。[2]

### 5月
- 1日-芸文社のトラック主体の自動車雑誌『カミオン』を創刊。
- 25日-おおいたインフォメションハウスの月刊タウン情報誌『月刊シティ情報おおいた』を創刊。

### 6月
- 1日-講談社の少女月刊漫画雑誌『キャロル (漫画雑誌)』を休刊。
- 30日-英知出版のアダルト雑誌『Beppin』を創刊。

### 7月
- 26日-秋田書店の月刊女性漫画雑誌『Eleganceイブ』を創刊。

### 8月
- 講談社の女性向け漫画雑誌『Me』を創刊。

### 9月
- 25日-秋田書店のゴルフ主体の漫画雑誌『GOLFコミック』を創刊。

### 10月
- リクルートの中古車専門誌『カーセンサー』を創刊。[3]

### 11月
- 9日-講談社の写真週刊誌『FRIDAY』を創刊。

### 月日不明
- リクルートメントセンターがリクルートに社名を変更した。